# Pałac w Chałupkach
Pałac w Chałupkach (Zamek Bogumiński) – pałac we wsi Chałupki (powiat raciborski), wpisany do rejestru zabytków nieruchomych województwa śląskiego.
Barokowy budynek, położony jest 300 metrów od mostu granicznego na Odrze, na którym do grudnia 2007 znajdowało się przejście graniczne. Obecnie znajduje się w nim hotel, restauracja i dom przyjęć.

## Historia
Początki zamku w Chałupkach (wówczas w Boguminie) sięgają XIII wieku, gdy istniał tu drewniany gród strzegący brodu na Odrze. Być może, jak uważa część czeskich historyków, został wzniesiony w roku 1247 przez pochodzącego z Górnych Łużyc rycerza Henryka z Baruth. Warownia nazywana wówczas Barutswerde wraz z okolicznymi ziemiami należała do księcia opolsko-raciborskiego i oddawana była rycerzom w lenno. Pod koniec XIII wieku leżący na prawym brzegu Odry gród oraz lewobrzeżne miasto lokacyjne Bogumin, znalazły się w księstwie raciborskim.
Po raz pierwszy jednak pisemna wzmianka o zamku pojawia się w dokumencie z 1373. Wystawiony 6 stycznia przez księcia raciborskiego Jana I dokument, przyznaje rycerzowi Pasko w lenno zamek oraz miasto Bogumin i połowę wsi Zabełków. Był to wówczas typowy zamek obronny, otoczony fosą, który miał za zadanie chronić przeprawę przez pobliską rzekę. Zamek zmieniał wielokrotnie właściciela, którymi wpierw byli książęta raciborsko-opawscy, a w 1422 książę raciborski Jan II Żelazny sprzedał zamek Barutswerde rycerzowi Bielikowi z Kornicy. W roku 1523 kupił go margrabia Jerzy Hohenzollern, pan Bytomia i właściciel zamku w Raciborzu. Ze względu na zagrożenie tureckie przebudował on zamek – zapewne wówczas powstały umocnienia bastionowe. Według urbarza z początku XVII wieku zamek otaczały liczne zabudowania gospodarcze.
W wyniku wojny trzydziestoletniej Hoohenzollernowie utracili swe górnośląskie posiadłości w tym między innymi ziemie bogumińską wraz zamkiem. W roku 1623 Habsburgowie oddali Bogumin w zastaw rodzinie Henckel von Donnersmarck, którzy stali się nowymi właścicielami zamku. Założyli oni park (zachowany do dzisiaj, rośnie w nim 26 gatunków drzew i krzewów), a gdy Bogumin odziedziczył Eliasz Andrzej Donnersmarck, około roku 1682 przebudował on stary graniczny zamek na barokowy pałac, zachowując wcześniejsze relikty. Nowy pałac powstał na bazie prostokąta, przykryty mansardowym dachem, z wieżą od strony północno-zachodniej. W 1742, po wojnach śląskich i podziale Śląska, pałac znalazł się po stronie pruskiej, a miasto Bogumin pozostało przy Habsburgach.
Od 1803 pałac był w rękach rodu Lichnowskich, a w roku 1846 kupił go Salomon von Rotschild ze słynnej żydowskiej rodziny bankierów. W 1907 r. dokonano ostatniej przebudowy wyglądu pałacu. Rodzina Rotschildów była właścicielem obiektu do roku 1936, kiedy to władze hitlerowskie przekazały go baronowej von Kirchen und Pancken, wdowie po generale. 
W 1945 przeszedł na własność państwa polskiego. Przez wiele lat stał pusty, dopiero w 2 poł. lat 70. XX w. zaczęto pierwsze prace remontowe (właścicielem było wówczas Wojewódzkie Przedsiębiorstwo Usług Turystycznych w Katowicach). W 1983 otwarto we wnętrzach hotel, który istnieje do dzisiaj. W 1993 przekazano go gminie Krzyżanowice, a od roku 1994 wydzierżawiono go osobie prywatnej.

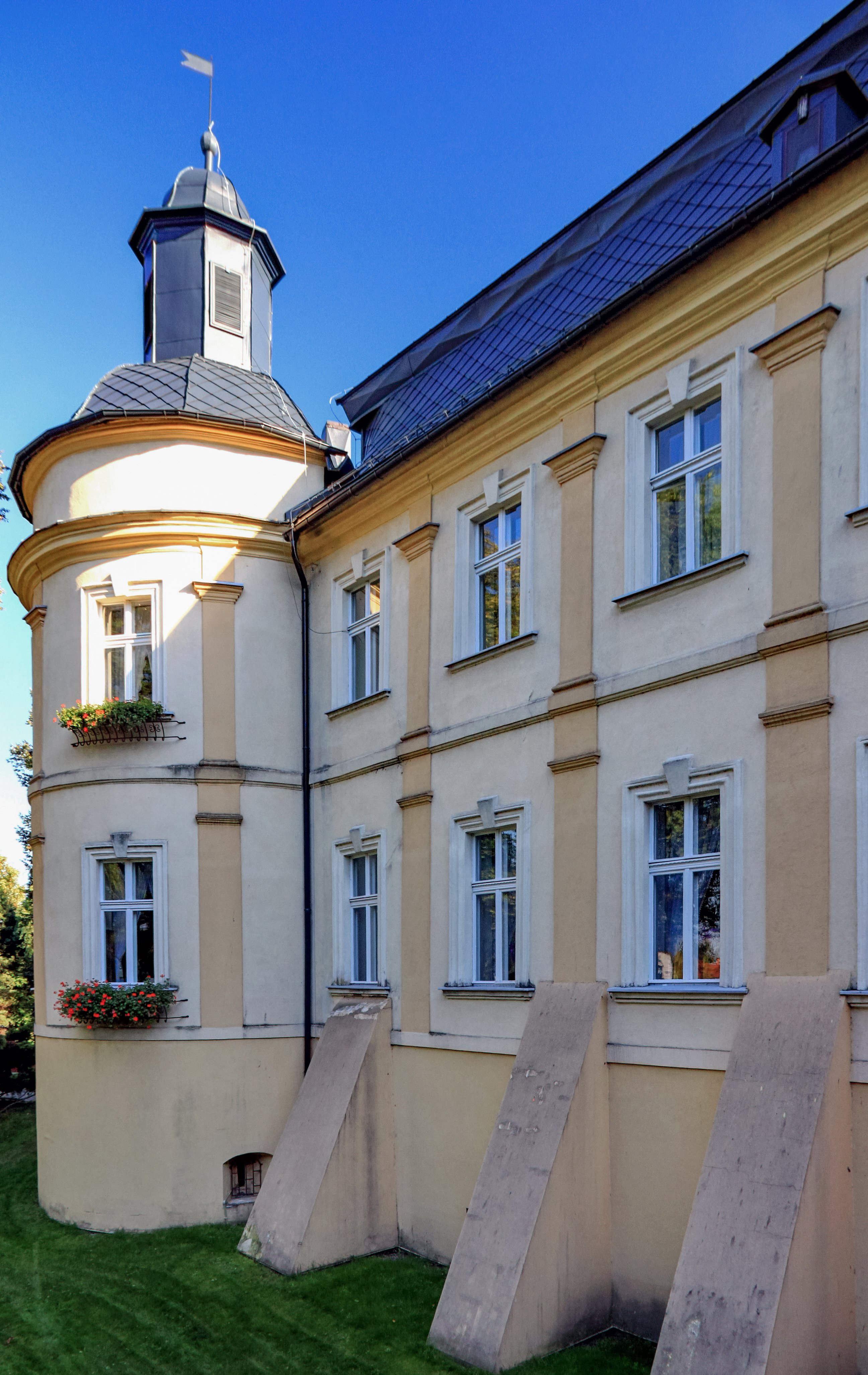
Pałac w Chałupkach
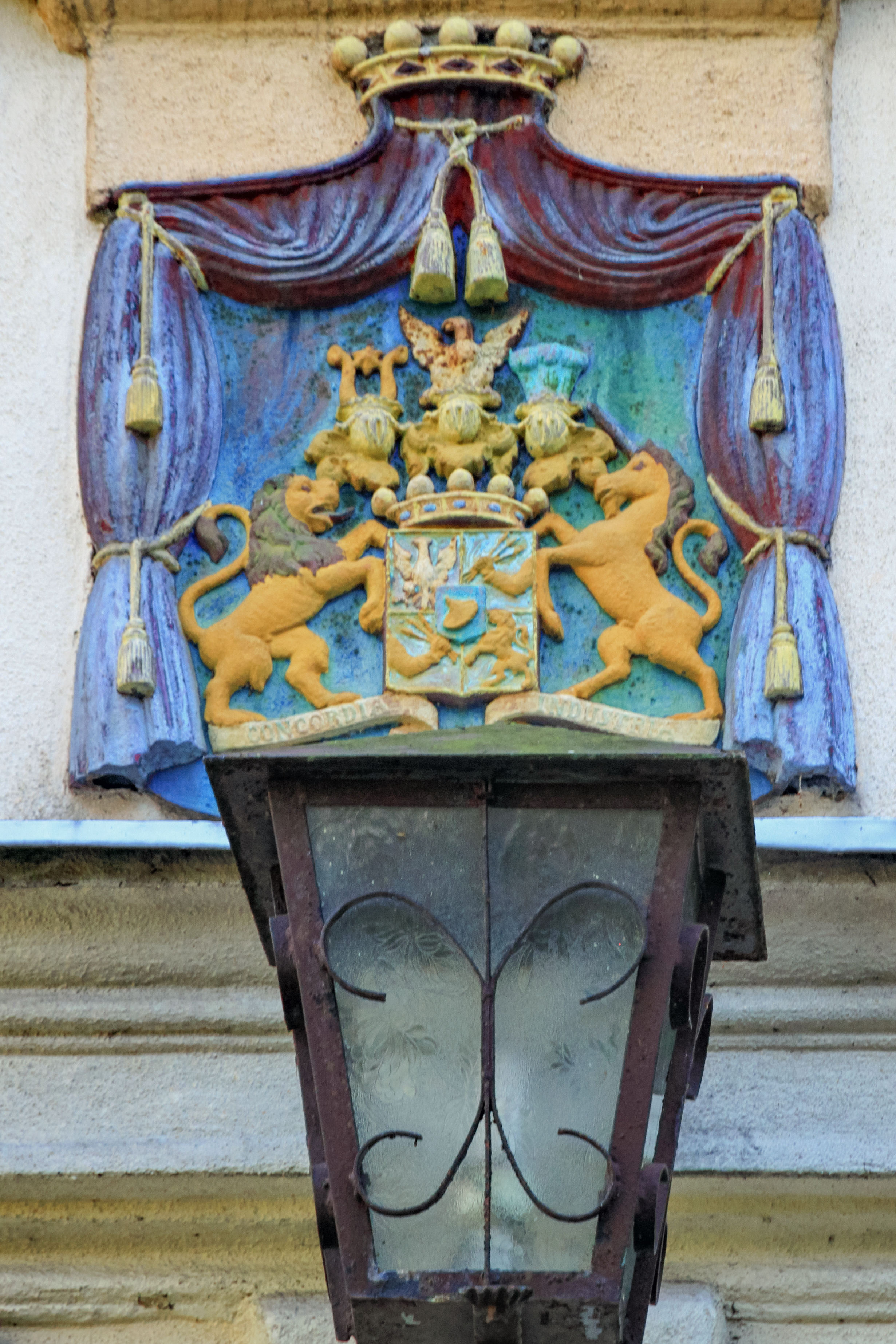
Herb  Rothschildów nad wejściem
Herb Rothschildów